# Accord de Vienne sur le nucléaire iranien
Accord préliminaire de Genève (2013)
L'accord de Vienne sur le nucléaire iranien (en anglais : Joint Comprehensive Plan of Action, ou JCPoA, traduit en français par l'Union européenne et l'Agence internationale de l'énergie atomique comme Plan d’action global commun (PAGC) ; en persan : برنامه جامع اقدام مشترک) est un accord signé à Vienne, en Autriche, le 14 juillet 2015, par les huit parties suivantes : l'Iran, les pays du P5+1 (les cinq membres permanents du Conseil de sécurité des Nations unies — les États-Unis, la Russie, la Chine, la France et le Royaume-Uni — auxquels s'ajoute l'Allemagne), ainsi que l'Union européenne. Cet accord-cadre a pour but de contrôler le programme nucléaire iranien et de permettre la levée progressive des sanctions économiques qui touchent le pays.
Après plus d'une décennie de tensions, cet accord est mondialement salué, tout particulièrement par le secrétaire général de l'ONU Ban Ki-moon qui espérait y voir un signe d'une meilleure coopération internationale sur les problèmes de sécurité au Moyen-Orient (la seule voix discordante étant Israël). Début 2017, l'Agence internationale de l'énergie atomique (AIEA) valide les engagements iraniens et donne son feu vert à la levée des sanctions.
Le 8 mai 2018, le président américain Donald Trump annonce le retrait des États-Unis de l’accord de Vienne ainsi que le « niveau le plus élevé de sanctions économiques possibles » contre l’Iran,. L'Iran se déclare prêt à tous les scénarios et veut discuter rapidement avec les Européens pour voir s'ils peuvent garantir les intérêts de l'Iran après le retrait américain. La France, l'Allemagne et le Royaume-Uni se sont dits déterminés à continuer à appliquer l'accord nucléaire iranien. La Russie se déclare profondément déçue par cette décision, et dénonce une « violation grossière du droit international »,. La Chine regrette le retrait américain et continuera à veiller au respect de l'accord conclu à Vienne.
En 2021, avec l'élection de Joe Biden comme président américain, de nouvelles sessions de négociations sont organisées entre les signataires, visant à un retour de l'ensemble des partis aux conditions de l'accord de Vienne.

## Contexte

### Initiative iranienne
Au cours des années 2000, la relance du programme nucléaire iranien provoque des frictions avec les pays occidentaux, tensions qui culminent sous la présidence de Mahmoud Ahmadinejad. 
Le déclic dans cette discussion fermée est amorcé dans un premier temps par le Guide Suprême iranien Ali Khamenei qui a dit « ne pas s’opposer à un dialogue avec Washington ». Mais l’élément décisif sera l’élection le 14 juin 2013 du progressiste et ancien négociateur nucléaire de 2003 à 2005, Hassan Rohani, qui a déclaré être prêt à des « négociations sérieuses ».

### Conférence de Genève

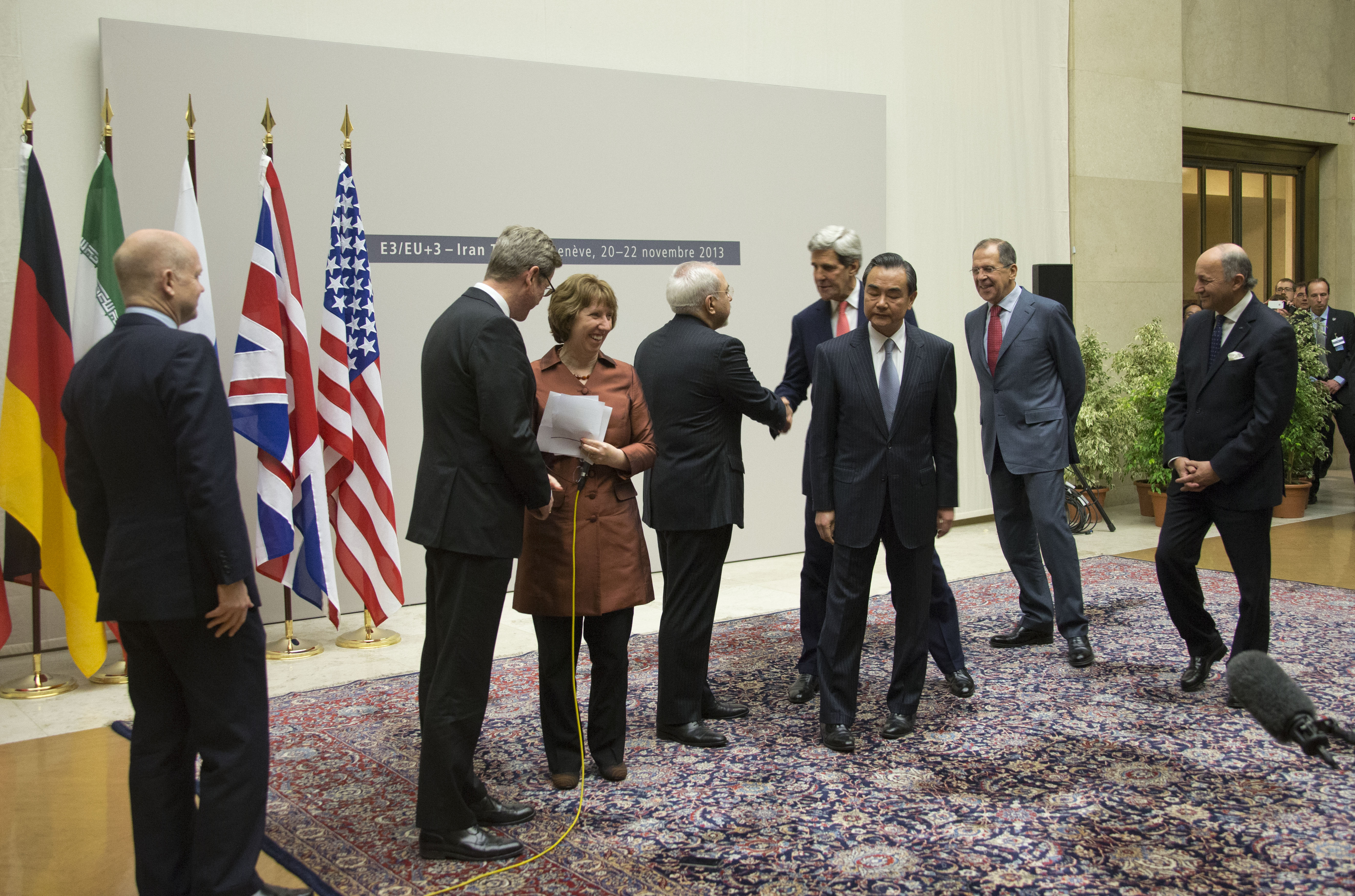
Le secrétaire d'État des États-Unis John Kerry serre la main au ministre des affaires étrangères Javad Zarif après la conclusion des négociations le 24 novembre 2013.

En 2013, se tient à Genève une conférence entre l’Iran d'une part, et les cinq membres permanents du Conseil de sécurité de l’ONU ainsi que l’Allemagne (dit les « P5+1 ») d'autre part. Cette conférence aboutit à l’arrêt temporaire du programme nucléaire iranien et à une levée partielle des sanctions économiques.

### Négociations de Lausanne

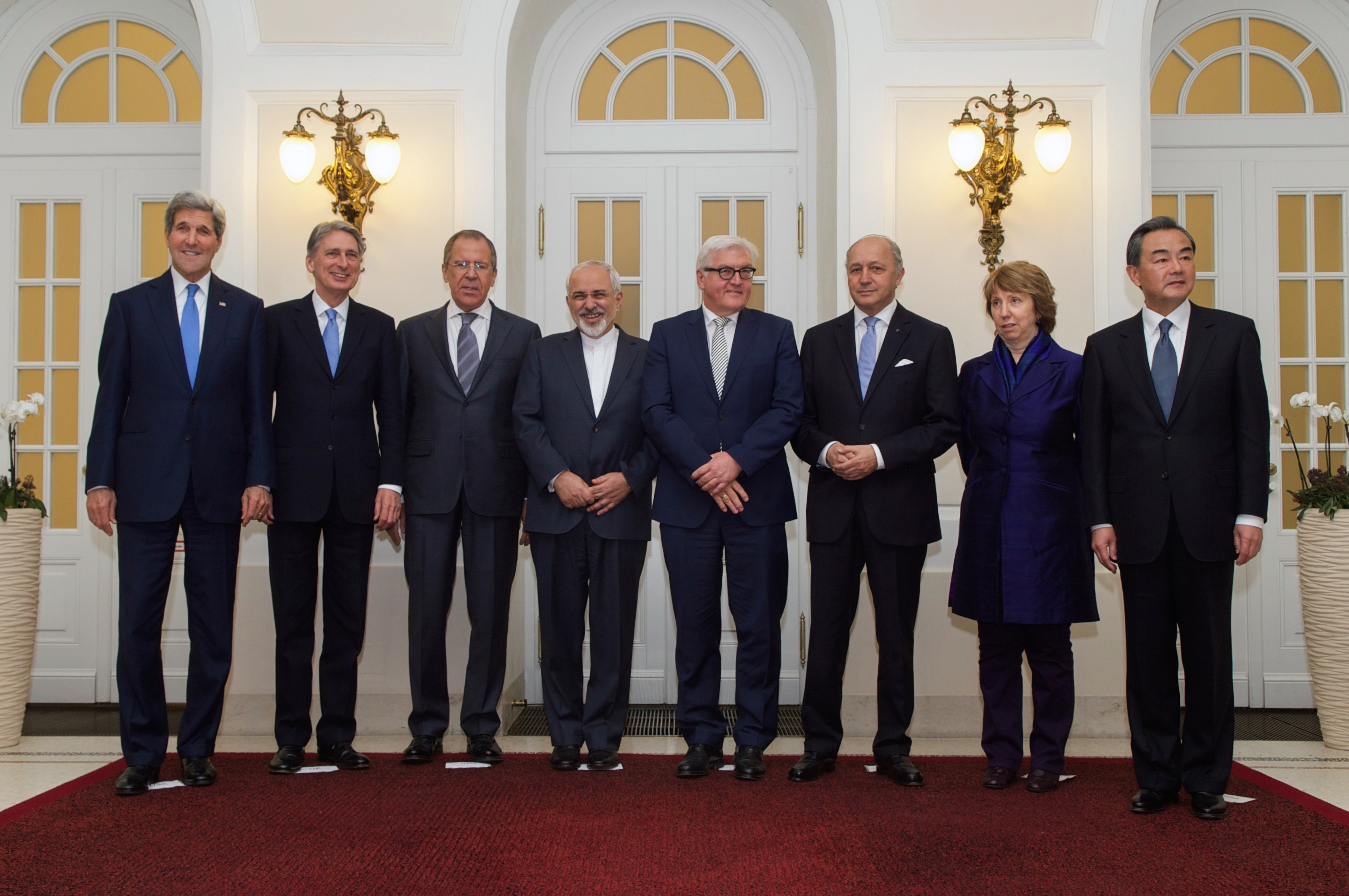
Les ministres des affaires étrangères des nations P5+1, de l'UE et de l'Iran à Vienne, Autriche, le 24 novembre 2014.

À la suite de la conférence de Genève, une nouvelle rencontre a lieu à Lausanne, le 2 avril 2015. Le but étant d’arriver à un accord-cadre. C’est ce qui a permis de préparer la rencontre de Vienne la même année. Cette rencontre est tenue comme l’acte décisif qui mène à l’accord dit « historique » entre l’Iran et les P5+1.

## L'accord de Vienne de 2015

### Contenu de l'accord

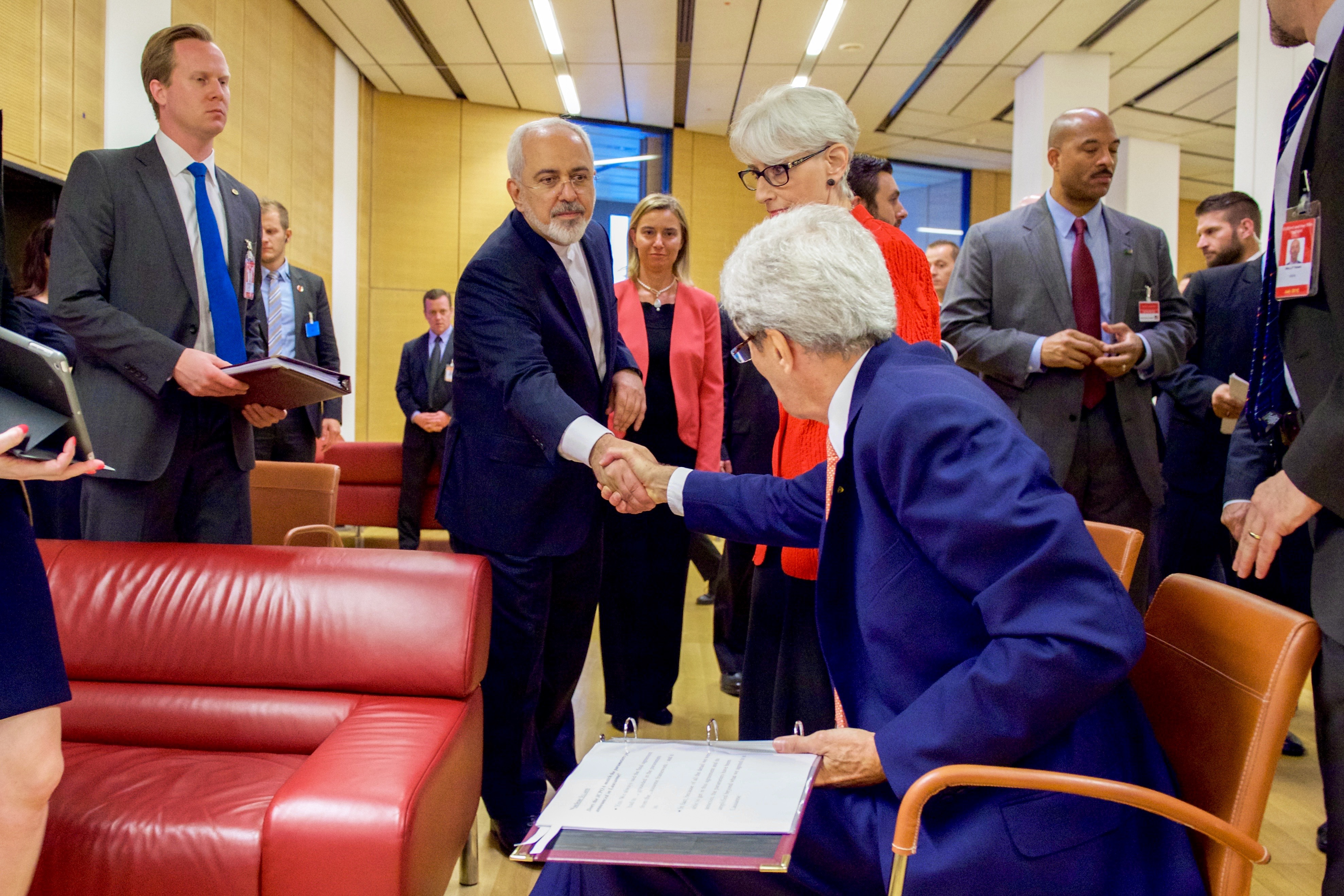
Le ministre des affaires étrangères Mohammad Javad Zarif et le secrétaire d'État des États-Unis John Kerry se serrent les mains à la fin des négociations le 14 juillet 2015, à Vienne.

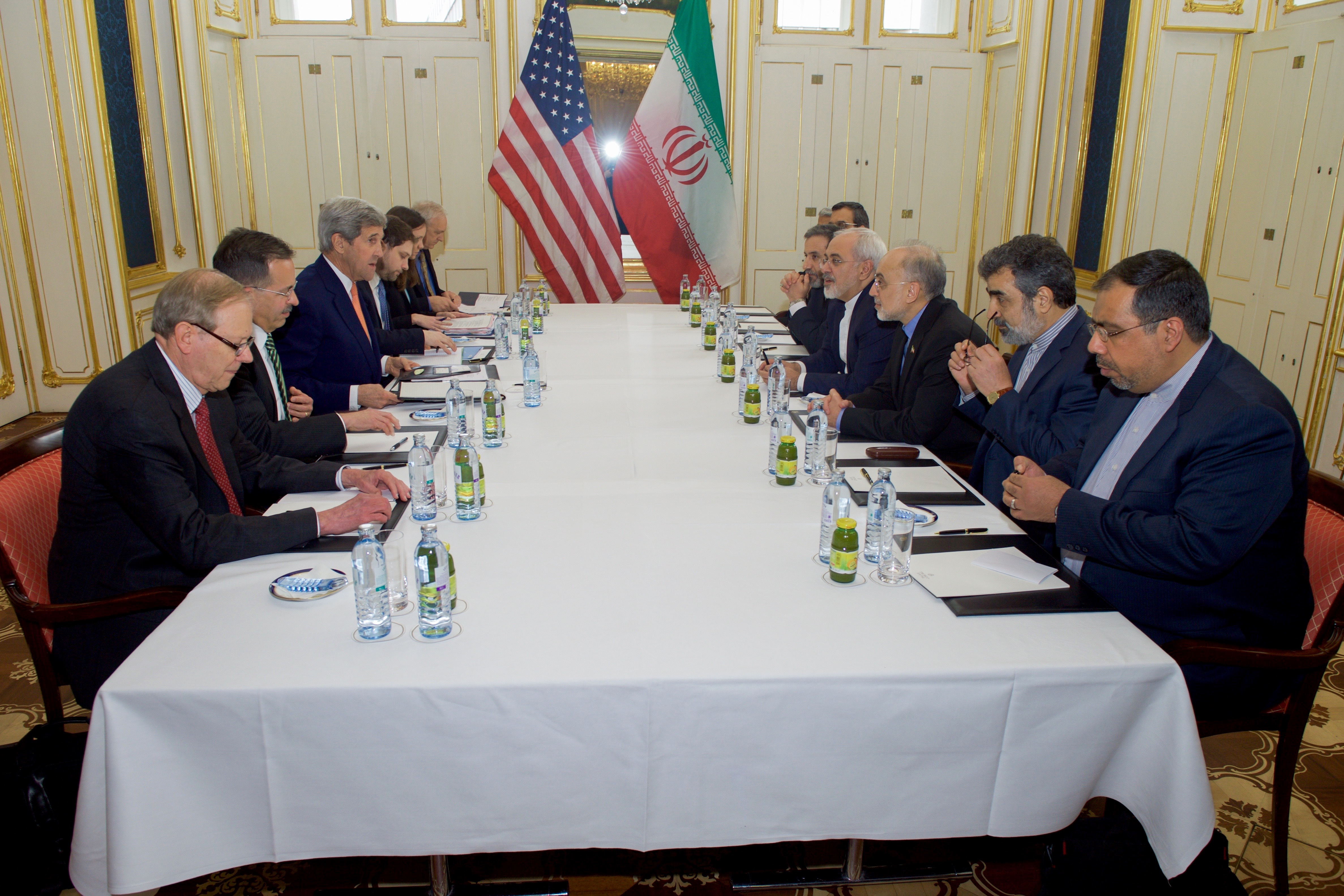
Dernière réunion diplomatique entre l'Iran et les États-Unis au Palais Coburg Hotel à Vienne, le 16 janvier 2016.

Contrairement aux négociations précédentes faites en 2003 et 2005, où la communauté internationale refusait la tenue de tout programme nucléaire en Iran, l'accord de 2015 accepte la présence d'une activité nucléaire civile. En contrepartie, de sévères restrictions sont mises en œuvre pour empêcher une production utilisable militairement : l'objectif est de maintenir la durée du breakout — délai nécessaire pour produire assez d’uranium enrichi permettant de fabriquer une arme atomique — à au moins un an, et ce pendant une durée de dix ans, afin de disposer du temps nécessaire pour réagir en cas de reprise du programme nucléaire militaire.
Les trois points principaux de l’accord sont « une limitation du programme nucléaire iranien pendant au moins une décennie ; une levée des sanctions internationales contre l’Iran ; un renforcement des contrôles ». 
En pratique, cela se traduit par :
- des restrictions sur les centrifugeuses. Leur nombre doit passer de 19 000 à 5 060, et seule l'utilisation du modèle IR-1 est autorisée (disposition applicable pour une durée de dix ans). Les centrifugeuses en excès seront stockées sur le site de Natanz sous scellés de l’Agence internationale de l’énergie atomique ;
- la limitation des stocks d'uranium enrichi. Tout l’uranium enrichi au-delà de 3,67 % doit être expédié hors d’Iran ou dilué (une exception est mise en place pour le réacteur de recherche de Téhéran). Pendant quinze ans, l'Iran s'engage à ne pas enrichir l'uranium à plus de 3,67 %, et à ne le faire que sur le site de Natanz. De plus, la quantité d'uranium enrichi est limitée à 300 kg ;
- la limitation de la production de plutonium. D'une part, la centrale à eau lourde d'Arak doit être modifiée afin de ne plus pouvoir produire du plutonium de qualité militaire. D'autre part, l'Iran s'engage à ne pas construire de nouveaux réacteurs à eau lourde pendant quinze ans ;
- un accès facilité aux inspecteurs de l’AIEA. L'Iran ratifiant le protocole additionnel de l’AIEA, il accepte de se soumettre à des inspections intrusives. Par ailleurs, les inspections sont renforcées pendant les quinze ans de l’Accord, et même au-delà dans certains cas (vingt ans pour le parc de centrifugeuses, vingt-cinq ans pour la production de yellowcake).

En échange, l'UE et les États-Unis s'engagent à lever les principales sanctions frappant l'Iran. Certaines restrictions d'armes ou de matériels sensibles restent maintenues, mais les sanctions visant les secteurs de l'énergie, des transports ou de la finance sont levées dès la mise en œuvre par l’Iran de ses engagements.
Le 16 janvier 2016, l’AIEA publie un rapport attestant que l’Iran a respecté les contraintes de l’accord en cessant son enrichissement d’uranium.

### Coûts associés à l'accord
L'accord coûte 9,2 millions d'euros annuellement[précision nécessaire].

## Conséquences de l'accord

### Sanctions
Certaines sanctions comme l'embargo sur les armes des États-Unis restent actifs pour une durée de cinq et huit ans respectivement.

### Contrôles
Le 11 février 2018, le stock d’eau lourde de l’Iran a été vérifié à 117,9 tonnes.
Entre 2016 et 2018, l'Iran n'a pas stocké plus de 300 kilogrammes d'UF6 contenant jusqu'à 3,67 % d'uranium 235 équivalent à 202,8 kilogrammes d’uranium.
Au 12 février 2018, le stock est descendu à 109,5 kilogrammes, sous l'effet du Plan d’action global commun.

### Résultats
Le Plan d’action global commun (PAGC) a permis à l'International Atomic Energy Agency depuis le 16 janvier 2016 de certifier que l'Iran a achevé les exigences préliminaires. Ceci prend en compte la déconnexion de milliers de centrifugeuses, la mise hors d'état de fonctionner du cœur des réacteur Arak à eau lourde, et la vente de l'uranium faiblement enrichi en excès à la Russie. D'après une déclaration d'Amano en octobre 2017, les engagements relatifs au nucléaire entrepris par l'Iran sous l'accord de Vienne sont implémentés. L'accord a également permis à l'Iran de récupérer des milliards d'avoirs gelés et d'attirer des investissements directs étrangers. 
Le problème principal de l'accord est l'hostilité du congrès des États-Unis. L'Iran est resté sujet à certaines sanctions de la part des États-Unis. L'accord est également sujet aux désidératas de la nouvelle présidence, qui souhaite voir un changement de régime.

### Conséquences économiques
La levée des sanctions a profité à l'économie iranienne. Le pays, grand producteur de pétrole (membre de l'OPEP) et deuxième réserve mondiale de gaz, a pu à nouveau exporter ses matières premières, notamment vers l'Union européenne. Les investissements étrangers en Iran, ainsi que les partenariats commerciaux, ont également augmenté. À titre d'exemple, le groupe PSA a annoncé en 2016, en lien avec la fin des sanctions, la création d'une coentreprise avec le constructeur automobile Iran Khodro pour fabriquer des voitures Peugeot en Iran. Cependant, les retombées économiques sont moins importantes qu'escomptées, l'Iran peinant à rassurer les investisseurs étrangers. L'annonce de retrait des États-Unis de l'Accord, et les sanctions qui pourraient en découler, ne devraient pas contribuer à une amélioration.

### Conséquences géopolitiques
L'accord marque un réchauffement des relations diplomatiques de l'Iran avec de nombreux pays occidentaux. C'est le cas avec la France, mais aussi et surtout avec les États-Unis, lesquels avaient interrompu tout contact depuis la crise des otages de 1979.
Les relations américaines avec l'Iran restent cependant houleuses. Aucune normalisation des échanges diplomatiques n'a eu lieu, et le 8 mai 2018, le président Donald Trump a annoncé que les États-Unis se retiraient de l'Accord. Ce retrait fait craindre aux autres signataires un démantèlement complet des engagements iraniens et une reprise du programme d’enrichissement d’uranium à des fins militaires.

## Le retrait des États-Unis de l'accord et ses conséquences

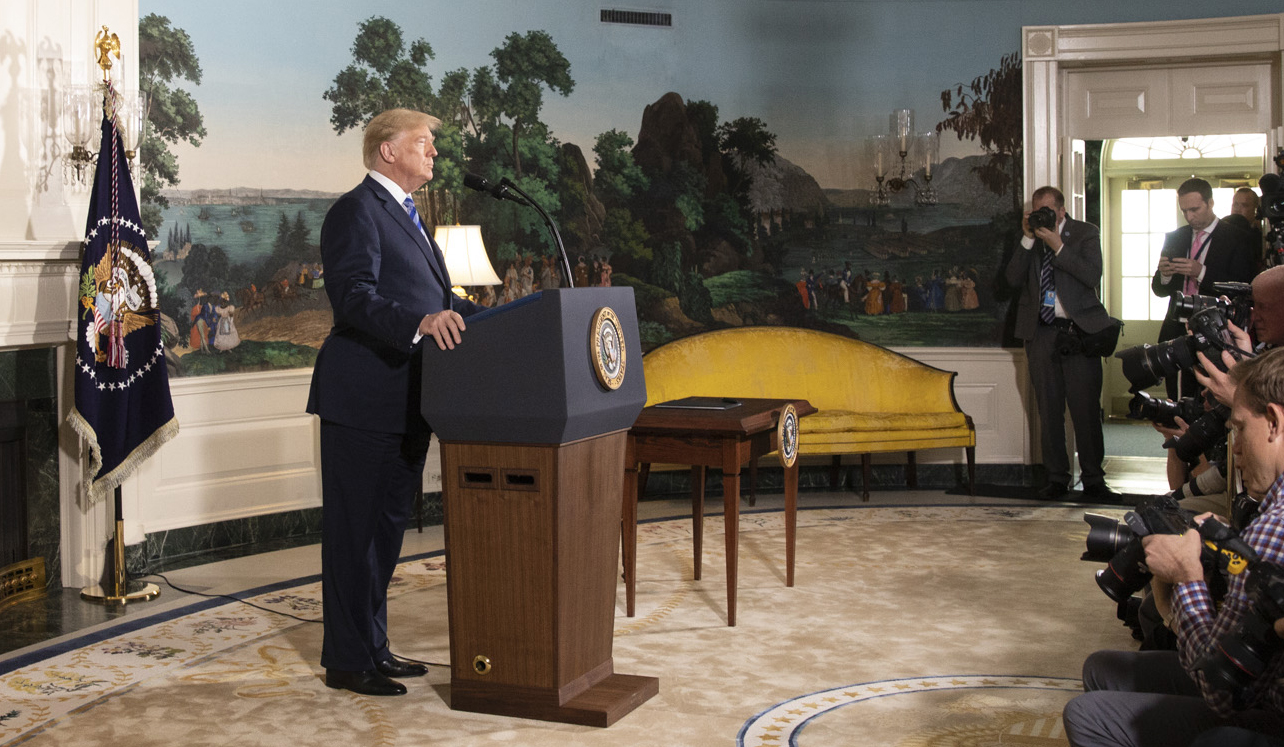
Donald Trump annonçant le retrait américain, le 8 mai 2018.

Le 8 mai 2018, Donald Trump annonce sa décision de sortir de cet accord signé trois ans plus tôt et le rétablissement de « sanctions au plus haut niveau ». Le lendemain il menace l’Iran de « conséquences très graves » s’il décidait de relancer son programme nucléaire.

### Mise en place d'un SPV
Le retrait des États-Unis de l'accord sur le nucléaire iranien est perçu de manière très négative par les Européens. En réponse à cet acte unilatéral américain, ils mettent en place Special Purpose Vehicle (SPV), instrument financier de créances visant à honorer les contrats conclus avec l'Iran hors de la zone Dollar. Nommé « Instex », ce fonds revêt une double symbolique : la volonté pour les Européens du groupe E3 (Britanniques, Français et Allemands) de montrer leur attachement au JCPoA, mais aussi une opposition claire à la politique américaine.

### Enrichissement d'uranium par l'Iran
Après avoir attendu un an après le retrait des États-Unis de l'accord, et fortement affecté par les sanctions économiques, l'Iran reprend l'enrichissement d'uranium au-delà des limites fixées par l'accord de 2015.

### Négociations visant à un retour dans l'accord
Durant sa campagne électorale, Joe Biden annonce que s'il est élu, il cherchera à revenir dans l'accord de Vienne sur le nucléaire iranien. Dès son élection, il désigne Robert Malley comme émissaire spécial des États-Unis auprès de l'Iran et chargé des négociations sur le nucléaire. 
À partir d'avril 2021, de nouvelles sessions de négociations sont organisées entre les signataires, visant à un retour de l'ensemble des partis aux conditions de l'accord de Vienne. Côté iranien, Mohammad Djavad Zarif, ministre des affaires étrangères et acteur clé des accords de 2015, supervise les négociations, et nomme Abbas Araghchi comme négociateur en chef. Enrique Mora est de son côté le négociateur pour l'Union européenne. Les Européens jouent alors un rôle de médiateurs, dans un contexte où les Iraniens refusent les échanges directs avec les Américains, considérant que les États-Unis sont sortis de l'accord et ne peuvent de ce fait pas être présents à la table des négociations.
Avec l'élection d'Ebrahim Raïssi, homme politique principaliste, comme nouveau président de l'Iran en juin 2021, les négociations sont suspendues. 
Elles reprennent le 29 novembre 2021, après 5 mois de suspension. À l'approche de ces nouvelles discussions, et après une revue des négociations du premier semestre 2021 par les nouvelles équipes du gouvernement Raïssi, l'Iran pose comme base de négociation :
- une reconnaissance par les États-Unis de leur responsabilité dans l'escalade diplomatique entre 2018 et 2021 ;
- des garanties quant à l'absence de retrait unilatéral des États-Unis dans l'accord, par exemple à l'occasion de l'élection d'un nouveau président américain ;
- une annulation de l'ensemble des sanctions.

À la fin de 2022, le dossier paraît dans l'impasse et pour le président des États-Unis, Joe Biden, l'accord sur le nucléaire iranien serait même mort.